# Скіповий підйомник
Скіповий підйомник — установка для транспортування корисної копалини або гірської породи в скіпах по рейкових коліях з горизонтів кар'єру, розташованих нижче 150—200 м. Належить до комбінованих видів кар'єрного транспорту. Основні елементи скіпового підйомника: рейкова колія, скіпи, підіймальна машина, копер, тяговий канат, перевантажувальні пристрої в кар'єрі і на поверхні. Поширені одноканатні двоскіпові підйомники з двобарабанними підіймальними машинами (вантажопідйомність скіпів до 45 т). При вантажопідйомності скіпів 65-90 т більш ефективні двоскіпові багатоканатні підіймальні установки; при вантажопідйомності більше 200 т — односкіпові багатоканатні установки з противагою. Скіпові рейкові шляхи розташовують в траншеї з прямолінійним або ламаним поздовжнім профілем на неробочому борті кар'єру. Кут підйому в залежності від кута укосу кар'єру 20-45о. Скіпи завантажують безпосередньо з автосамоскидів або з бункерів. Конструкція вантажних естакад розбірна для зручності переміщення їх при подовженні лінії по мірі пониження гірничих робіт. Розвантаження скіпа в бункер на поверхні проводиться перекиданням кузова уперед або назад за допомогою напрямних кривих або гідроперекидачів. Пульт управління розміщується, як правило, на верх. майданчику копра. Характеристики скіпового підйомника: висота підйому — 60-240 м, швидкість підйому 4-10 м/с, продуктивність 650—2000 т/год.